# 神郷亀塚古墳
神郷亀塚古墳（じんごうかめづかこふん）は、滋賀県東近江市にある古墳。滋賀県指定史跡。日本最古級の前方後方墳で、全長36.5m（前方14.5m、後方22m）、高さは約5.3mであったと推定される（現在は3.8m）。乎加神社の社地。

## 概要
かつては前方後円墳と考えられていたが、2000年12月に行われた第2次調査によって前方後方墳であることが判明し、その後、それまで35.5mとされていた全長も更に1m長いことが分かっている。
周濠は後方部の最も広い箇所で約12.5m、前方部の最も狭い箇所で3mで、周濠を含めた墳丘の全長は48mになる。墳丘の50m西側では全長78m、幅1.2m、深さ0.5mの濠が検出された。墳丘の西側にある濠については、更に西側に竪穴建物跡が検出されていることなどから、居住域と聖域とを隔てる目的ではないかと推測されている。また、この濠は墳丘の造成前に掘られていることが分かっており、被葬者が生前から墓を築造した「寿陵」の可能性も示唆されている。
円墳が作られた畿内とは、形だけでなく、墳丘の構造、埋葬の形式なども明らかに異なることから、当時大和政権に対抗していた狗奴国連合の有力者が埋葬されていたのではないかということで考古学者の注目を集めている。初期大和政権の勢力下にあった国々は、その証として前方後円墳を造っている。滋賀県内においては八日市市雪野山古墳など4世紀頃から前方後円墳が現れていることなどから、湖東周辺域が大和政権に摂り込まれて行く流れを知る上での指標として重要な位置にあると言える。

## 年代
埋葬部付近から弥生時代後期の土器が検出されたことから、3世紀前半（220年頃）と推定されている。

## 被葬者
後方部より並列する2基の木槨（もっかく＝木で作られた玄室）が確認され、有力者の夫妻であろうと思われる。

## 構造
平地に高さ1mのテラスを構築し、更に4mの墳丘を30層以上もの土を積み上げた2段構造。

## 保存状態
自然の丘などを利用せず、平地から盛り土のみで築いた古墳としては保存状態が良く、関東地方などで発見されている、周濠だけが残っている同型墳の実姿を想像する際の貴重な資料となっている。

## 所在地
東近江市長勝寺町小字八ノ坪310
- JR琵琶湖線能登川駅徒歩30分（東約1.8km）
- 能登川駅から近江鉄道バス神崎線または角能線に乗車3分、佐生停留所下車、東へ徒歩10分